# Plas Machynlleth

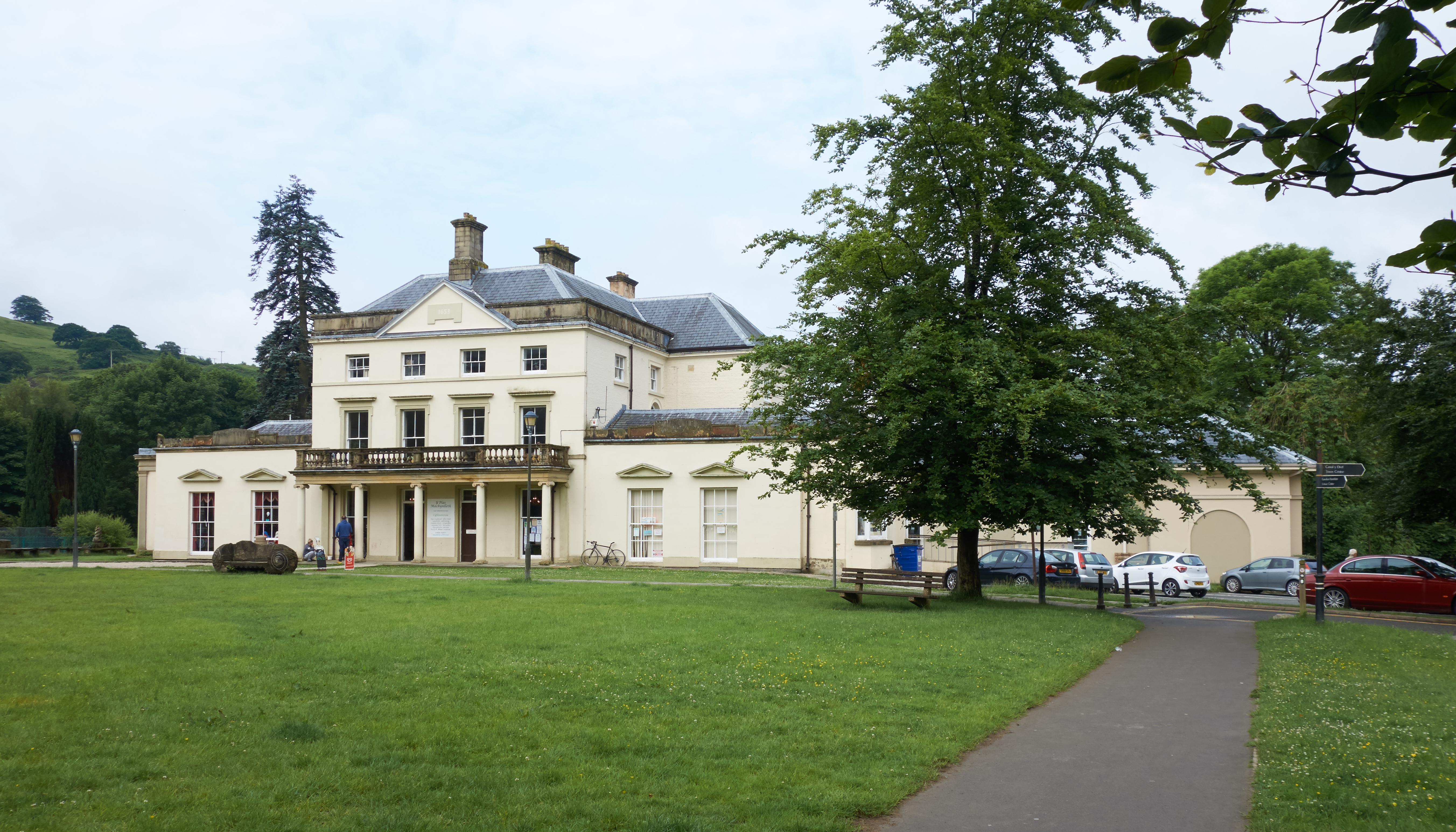
Plas Machynlleth

Plas Machynlleth ist ein Landhaus im Markt Machynlleth in der früheren walisischen Grafschaft Montgomeryshire, heute Teil von Powys. Es war die walisische Residenz der Marquesses of Londonderry. In die Familie kam es durch Heirat von George Vane-Tempest, Viscount Seaham (und später Earl Vane und 5. Marquess of Londonderry), mit Mary Cornelia Edwards, deren Vater, Sir John Edwards, 1. Baronet of Garth, das Haus erweitern ließ und umbenannte. Plas Machynlleth gilt als historisches Bauwerk II*. Grades.

## Geschichte
Das Haus war das Familienheim des 5. Marquess. Sein ältester Sohn, Charles Vane-Tempest, 6. Marquess of Londonderry, verließ Plas Machynlleth, als er die Nachfolge seines Vaters antrat, aber sein jüngster Sohn, Lord Herbert Vane-Tempest, wohnte weiterhin in dem Landhaus, bis er am 26. Januar 1921 beim Eisenbahnunfall von Abermule getötet wurde.
Die ältesten Teile des Hauses stammen aus dem 17. Jahrhundert. Die Eingangsfassade wurde 1853 hinzugefügt. Viele Jahre lang hieß das Landhaus Greenfields. Später wurde es nach dem Marktflecken, in dem es steht, umbenannt.
Der 7. Marquess of Londonderry vermachte Haus und Grundstück dem Markt Machynlleth, der es für Verwaltungsbüros nutzte. 1995 wurde das Gebäude nach einer drei Millionen Pfund teuren Renovierung, die von der Grafschaftsverwaltung von Montgomeryshire und der EU bezahlt wurde, zum „Celtica Heritage Centre“. Einige Jahre lang zog das Zentrum erfolgreich Touristen sowie Bildungsbesucher und Konferenzen an. Dann wurde es von der neuen Grafschaftsverwaltung von Powys übernommen. 2006 wurde es wegen geringer Investitionen durch die Verwaltung und sinkender Besucherzahlen geschlossen; in den Jahren 1998–2006 hatte es einen Verlust von 1,1 Millionen Pfund eingefahren. Das Landhaus dient heute als Veranstaltungsort für kommunale Zwecke und Treffen.